# Chambon (Indre-et-Loire)
Chambon település Franciaországban, Indre-et-Loire megyében. Lakosainak száma 317 fő (2022. január 1.). Chambon Barrou, Boussay, Chaumussay, Lésigny és Yzeures-sur-Creuse községekkel határos.

## Népesség
A település népességének változása:
| Lakosok száma | 381  | 311  | 288  | 296  | 327  | 322  | 321  | 321  | 322  | 317  |
|               | 1968 | 1982 | 1990 | 2006 | 2013 | 2015 | 2017 | 2019 | 2020 | 2022 |